# Sød tand
At have en sød tand betyder at man dagligt ofte har en stor lyst til sukkerholdige produkter og fødevarer, som f.eks. slik, chokolade, kager og sodavand. Begrebet 'Sød tand' er en metafor for at man (kroppen, munden, tanden) har brug for sødt, og at man (som individ) egentlig er uforskyldt. Begrebet anvendes udelukkende som humoristisk frase, for at undskylde overforbrug.